# Berliner Stadtteilzentren

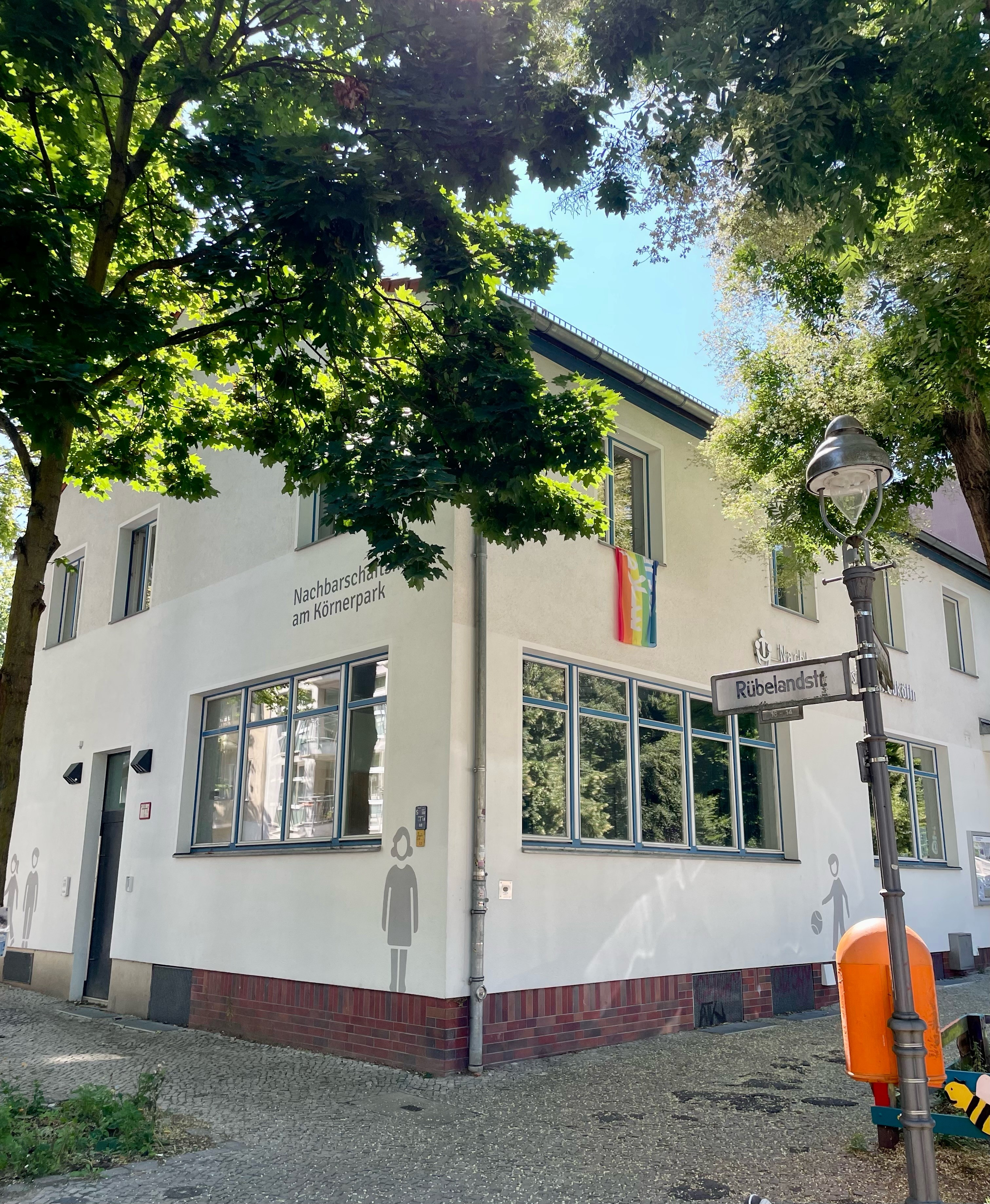
Nachbarschaftshaus am Körnerpark

Berliner Stadtteilzentren sind lokal verankerte Einrichtungen, die als soziale und kulturelle Knotenpunkte in einem Stadtteil dienen. Sie bieten eine Vielzahl an Dienstleistungen und Aktivitäten, um auf unterschiedliche gesellschaftliche Bedürfnisse zu reagieren und ein lebendiges, nachbarschaftliches Umfeld zu schaffen. Dabei stärken Stadtteilzentren zivilgesellschaftliches Handeln und freiwilliges Engagement.
Berliner Stadtteilzentren gestalten und unterstützen damit eine vielfältige, solidarische und demokratische Gesellschaft. Sie sind nicht-kommerzielle Orte sozialer Begegnung, welche gemeinsam mit den Menschen vor Ort nachbarschaftliches Zusammenleben, Unterstützung und Hilfe zur Selbsthilfe entwickeln.
Es werden auch weitere Bezeichnungen für den Begriff Stadtteilzentren bzw. Stadtteilzentrum genutzt, so zum Beispiel Nachbarschaftsheim, Nachbarschaftshaus oder auch Stadtteilhaus. Stadtteilzentren haben jeweils sehr viele unterschiedliche und individuelle Entstehungsgeschichten, besondere sozialräumliche Gegebenheiten sowie je ganz eigene Kooperationspartner. Die Vielfältigkeit der Stadtteilzentren ermöglicht es, flexibel und bedarfsgerecht auf die Themen und Probleme in Berliner Nachbarschaften und deren Bewohnenden zu reagieren.

## Geschichte
Die Geschichte der Stadtteilzentren ist eng mit der Geschichte der Gemeinwesenarbeit verknüpft, die ihren Ursprung in der Settlementbewegung im späten 19. Jahrhundert in England und den Vereinigten Staaten von Amerika fand. Diese Bewegung legte den Grundstein für die Entwicklung von Nachbarschaftshäusern und Stadtteilzentren, die sich als soziale und kulturelle Anlaufstellen etablierten.

### Die Settlementbewegung als Vorreiter
Die Settlementbewegung begann in London mit der Gründung von Toynbee Hall im Jahr 1884. Sie breitete sich schnell nach Amerika aus, wo das Hull House in Chicago 1889 von Jane Addams und Ellen Gates Starr gegründet wurde. Das Hull House zeichnete sich durch die Thematisierung der sozialen Problemlagen in der Nachbarschaft aus und bot eine Vielzahl von kulturellen sowie sozialen Hilfsangeboten. Neben den gemeinwesenbezogenen Angeboten, wie öffentliche Bäder, Turnhallen oder Kinderbetreuung für arbeitende Mütter, entstanden ebenfalls Forschungsprojekte, gewerkschaftliche Vereinigungen und selbstorganisierte Arbeitsgruppen.
Einige Jahre später entwickelte sich dadurch inspiriert in Berlin eine Initiative des Pfarrers Friedrich Siegmund-Schultze, der zusammen mit seiner Familie und Freunden in den Berliner Bezirk Friedrichshain zog. Die „Soziale Arbeitsgemeinschaft Berlin Ost“ (SAG) wurde gegründet und war eine der ersten deutschen Einrichtungen, die das Prinzip der Settlementbewegung übernahmen. Diese boten ein breites Angebotsspektrum an nachbarschaftlichen, theoretischen, geschlechtsspezifischen sowie wohlfahrtsspezifischen Elementen.
Unter dem Druck des Nationalsozialismus mussten alle Nachbarschaftsheime schließen. Erst nach dem 2. Weltkrieg entstanden wieder neue stadtteilbezogene Organisationen. Diese hatten jedoch nicht mehr den direkten Bezug zur Settlementbewegung. Es entwickelte sich eine neue Form von Stadtteilzentren.

### Gründungswellen nach dem Zweiten Weltkrieg
Ausländische Hilfsorganisationen, wie die Quäker und Mennoniten, beteiligten sich in der Nachkriegszeit am Aufbau von Nachbarschaftsheimen, insbesondere in West-Berlin und in westdeutschen Bundesländern. Sie unterstützten die Verteilung von Sachspenden und Lebensmitteln, die Unterstützung von Flüchtlingen und Evakuierten sowie den Aufbau von Selbsthilfe-Werkstätten. Im Jahr 1951 wird der Verband deutscher Nachbarschaftsheime gegründet. Dieser koordiniert bis heute unter dem Namen „Verband für sozio-kulturelle Arbeit“ den lokalen, bundesweiten und sogar internationalen Fachaustausch der Zentren untereinander und die Weiterentwicklung der inhaltlichen Arbeit.
Gründungswellen von Stadtteilzentren und Nachbarschaftseinrichtungen traten oft im Zusammenhang mit gesellschaftlichen Krisen auf. Das Bekämpfen sozialer Probleme war schon immer ein treibender Motor der Nachbarschaftsarbeit. Dazu zählen auch die Gründungen in den späten 70er Jahren. In Berlin wurde damals an vielen Stellen der Stadt eine Kahlschlagsanierung durchgeführt, bei der in großem Umfang bestehende Altbaugebiete abgerissen und durch Neubauten ersetzt werden sollten. In diesem Kontext wurden Hausbesetzer aktiv und kämpften für bezahlbaren Wohnraum. Oft wurden dabei auch alte Fabrikgelände von Menschen in Besitz genommen und zu Nachbarschaftseinrichtungen umgewandelt.
Eine dritte Gründungswelle zeichnete sich nach dem Mauerfall ab. Ab 1989 entstanden vor allem im bisherigen Ost-Berlin neue Stadtteilzentren und Stadtteiltreffs. In Friedrichshain, Weißensee, Lichtenberg und den anderen Bezirken wurde die Nachbarschaft durch neue Einrichtungen bereichert.
Ein wichtiger Meilenstein in der Geschichte der Berliner Stadtteilzentren ist der Stadtteilzentrumsvertrag aus dem Jahr 1999. Dieser Vertrag beinhaltete eine zentrale Finanzierung von vielen Berliner Stadtteilzentren und ermöglicht für diese bis heute eine verlässliche Förderung. Der heutige Rahmenfördervertrag steht unmittelbar in dieser Tradition und führt die landesgeförderte Basisfinanzierung von Nachbarschaftseinrichtungen fort.
Ab den frühen 2000er Jahren entstanden im Kontext staatlich finanzierter Unterstützungsprogramme Nachbarschaftseinrichtungen in weiteren Stadtgebieten. Programme wie „Soziale Stadt“ initiierten und ermöglichten die Gründung weiterer stadtteilbezogener Projekte (z. B. im Rahmen des Quartiersmanagements) und in der Folge entwickelten sich hieraus auch neue Stadtteilzentren. Seit dem Jahr 2020 konnten über den Rahmenfördervertrag insgesamt achtzehn weitere Stadtteilzentren eröffnet oder in die gesamtstädtische Förderung übernommen werden.

## Angebote

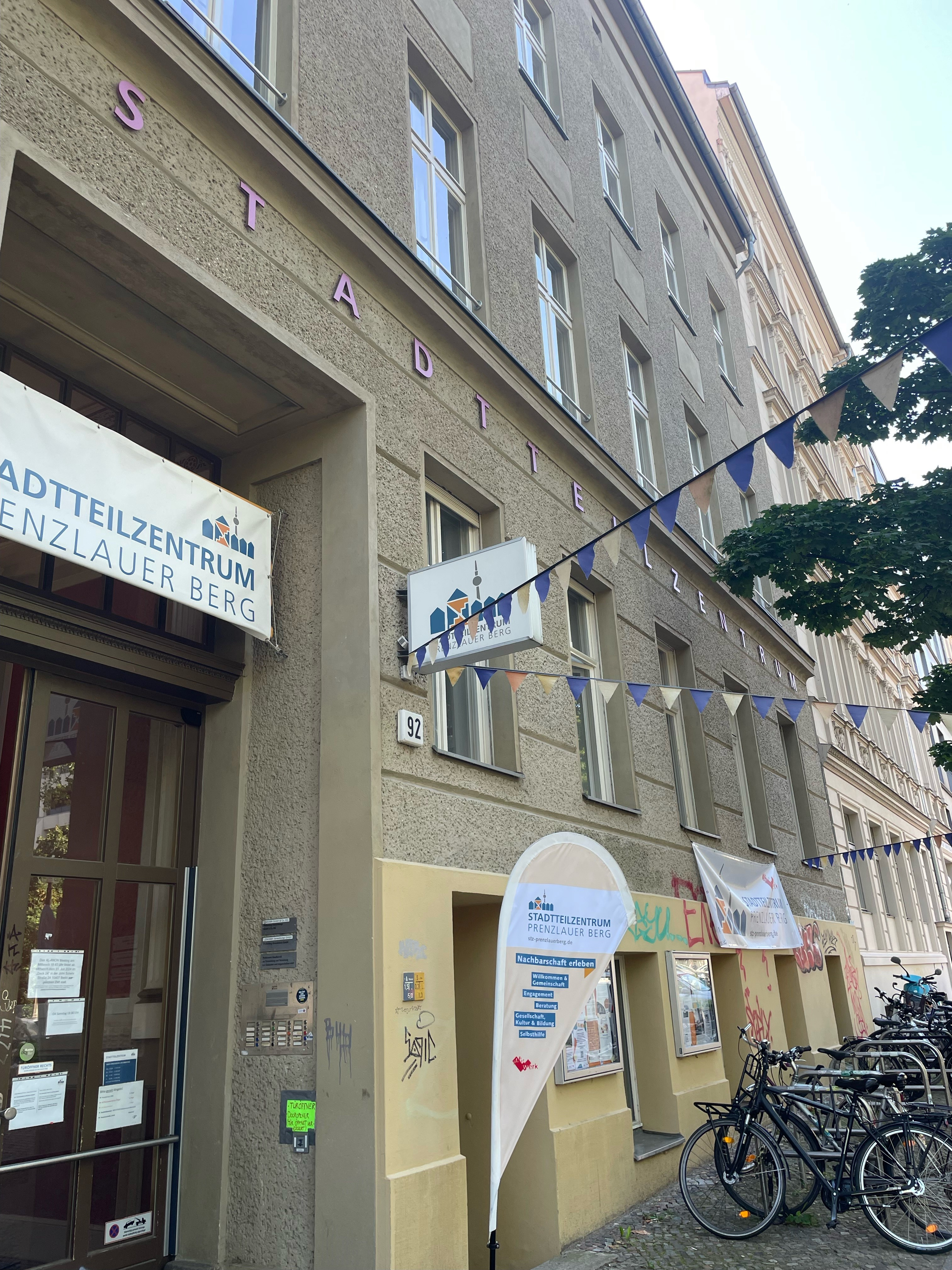
Stadtteilzentrum Prenzlauer Berg
Fehrbelliner Straße

Stadtteilzentren sind vielseitig orientierte Einrichtungen, die unterschiedliche soziale Funktionen erfüllen. Sie dienen einerseits als Treffpunkt für die Bewohner eines Stadtteils, die als Orte der Begegnung für den sozialen Austausch gelten und das Gemeinschaftsgefühl fördern.
Stadtteilzentren und Nachbarschaftshäuser organisieren oder beherbergen darüber hinaus zahlreiche kulturelle, sportliche und bildende Veranstaltungen, wie zum Beispiel Kurse, Workshops, Ausstellungen, Konzerte, Theateraufführungen oder Sportkurse.
Darüber hinaus bieten Stadtteilzentren (häufig in Kooperationen) soziale Beratungsdienste, u. a. zu Themen wie Sozialhilfe und Bürgergeld, Arbeitsvermittlung, Familienberatung, Rechtsberatung, Pflege oder zur Gesundheitsversorgung an. Sie können oft auch Unterstützung bei Behördengängen und dem Ausfüllen von Formularen leisten oder organisieren. Es gibt meist Angebote für die ganze Breite der Bevölkerung wie z. B. Nachhilfe, Sprachlernangebote, Computerkurse, Bastel- und Handwerksworkshops, Spielgruppen und Seniorentreffen. Stadtteilzentren stellen auch Räumlichkeiten zur Verfügung, die von lokalen Gruppen, Vereinen und Initiativen genutzt werden können. So unterstützen sie aktiv oder ganz nebenbei lokale Vernetzung und Zusammenarbeit.

## Leitbild
Die Ziele der Arbeit von Stadtteilzentren orientieren sich vor allem an der Lebenswelt der Bewohnerschaft. Daneben fördern sie die Vernetzung der Nachbarschaft und von wichtigen Akteuren im Stadtteil. Ziel ist ein gemeinsames Wirken für eine gute Entwicklung im Stadtteil. Dadurch können die vorhandenen sozialen Infrastrukturen besser genutzt und die Identifikation sowie das Verantwortungsgefühl der Menschen in und für ihren Stadtteil gestärkt werden. Darüber hinaus nehmen sich Stadtteilzentren sozialpolitischer Querschnittsaufgaben (Partizipation, Integration, Inklusion) an. Sie fördern damit soziale Teilhabeprozesse für alle Bewohnenden eines Gebietes.
Trotz der Unterschiedlichkeiten verschiedener Stadtteilzentren in ihren Örtlichkeiten, Ausstattungen und Schwerpunktsetzungen haben sie alle das Streben nach Fachlichkeit und eine an einem positiven Menschenbild orientierte Wertebasierung gemein. Der Verband für sozial-kulturelle Arbeit hat diese Werte in einem Artikel über „Nachbarschaftshäuser in ihrer Region“ (2016) niedergeschrieben.

### Für alle offen
Ein zentrales Anliegen von Stadtteilzentren ist es, verschiedene Milieus und Gruppen der Bevölkerung anzusprechen und aktiv zu beteiligen. Dies schließt dementsprechend Kinder, Jugendliche, Eltern und ältere Menschen ein. Kommunikationsfördernde, generationsübergreifende und sozial integrierende Aktivitäten versuchen Personengruppen zu berücksichtigen, die häufig von gesellschaftlicher Teilhabe ausgeschlossen sind. Kultursensible sowie oft mehrsprachige Angebote spiegeln die Vielfalt der Bewohnenden in einem Stadtteil.
Durch die Stärkung von Toleranz und demokratischem Handeln sowie der Einbeziehung aller Bevölkerungsgruppen geben Stadtteilzentren wichtige Impulse, undemokratischen, intoleranten und fremdenfeindlichen Positionen entgegenzutreten. Zudem sind Transparenz und Öffentlichkeit aller Angebote zentrale Prinzipien, die durch eine ansprechende und barrierefreie Öffentlichkeitsarbeit gewährleistet werden.

### Engagement stärken
Stadtteilzentren arbeiten mit den individuellen Stärken der Menschen und setzen deren kreative Potenziale frei. Dies geschieht durch die Einladung zur Mitarbeit, durch die Anregung von Selbsthilfe sowie die Ermöglichung selbst ermächtigender und eigenverantwortlicher Aktivitäten von Einzelpersonen, Gruppen und Initiativen.
Stadtteilzentren streben danach, soziale, kulturelle und gesundheitsfördernde Aktivitäten sinnvoll miteinander zu verknüpfen. Sie fördern Bürgerschaftliches Engagement und laden dafür aktiv zur ehrenamtlichen bzw. freiwilligen Mitarbeit ein.

### Vernetzung im Stadtteil
Zusammenarbeit und Vernetzung mit anderen Institutionen sind für Stadtteilzentren unerlässlich, um die oft knappen eigenen materiellen und zeitlichen Ressourcen mit guten Synergien zu nutzen und eine sozialräumliche und lebensweltliche Orientierung sicherzustellen. Dies beinhaltet die aufmerksame Berücksichtigung bereits vorhandener, oft lange gewachsener Strukturen und die aktive Einbindung lokaler Partner und Organisationen.
Durch die Verwirklichung dieser Werte und Ziele tragen Stadtteilzentren maßgeblich zur Stärkung des sozialen Zusammenhalts und zur Förderung der Demokratie bei.

## Organisation und Finanzierung

### Organisationsarten der Stadtteilarbeit
Es gibt verschiedene Organisationsarten der Stadtteilarbeit. Diese umfassen zum einen Stadtteilzentren, die vom Land Berlin (von der für Soziales zuständigen Senatsverwaltung) gefördert werden und jeweils größere regionale Gebiete „im Blick“ haben. Zum anderen gibt es auch Stadtteilzentren oder Nachbarschaftshäuser, die von dem jeweiligen Berliner Bezirksamt (oder von anderen öffentlichen bzw. privaten Institutionen) finanziert werden. Diese sind meist für einen bestimmten, enger umrissenen Stadtteil „zuständig“. Dann gibt es kleinere Soziale Treffpunkte oder Kiezläden, die in einzelnen Kiezen aktiv sind.

### Finanzierung
Die landesgeförderten Stadtteilzentren sind mit einer Basisfinanzierung ausgestattet. Der mit den großen Wohlfahrtsverbänden abgeschlossene Rahmenfördervertrag sichert hierfür eine Förderung jeweils für die Dauer von fünf Jahren. Der aktuelle Vertragszeitraum 2021–2025 umfasst insgesamt 48 Stadtteilzentren und dazugehörige Nachbarschaftstreffpunkte. Neben dieser öffentlichen Finanzierung sind Stadtteilzentren sehr bemüht, auch andere Fördermittel und Spenden zur Sicherung ihrer notwendigen Finanzierung zu gewinnen. Für die Leitung eines solchen Projektes werden daher auch strategische Finanz- und Verwaltungskompetenzen benötigt.

### Freiwilligenarbeit
Ein essenzieller Teil der Organisation und ein wichtiger Ermöglichungsfaktor sind die vielen Freiwilligen eines Stadtteilzentrums. Neben den meist wenigen Hauptamtlichen leben Stadtteilzentren vom freiwilligen Engagement, welches einen großen Teil der Angebote erst möglich macht. Für die Hauptamtlichen ist daher die Aufgabe der Freiwilligen-Koordination Teil ihres Aufgabenprofils.